# Пам'ятник Григорію Сковороді (Полтава)
Пам’ятник Григорію Сковороді (Полтава) – паркова скульптура українському філософу, поету, педагогу Григорію Савичу Сковороді у місті Полтава.

## Загальна інформація
Проект рішення про встановлення пам'ятника на честь 300-річчя від дня народження видатного українського філософа, поета, педагога Григорія Савича Сковороди був підтриманий депутатами Полтавської міської ради 22 листопада 2022 року. Відкриття скульптури відбулося 03 грудня 2022 року.  Вона розташована у сквері біля Полтавської міської школи мистецтв «Мала академія мистецтв» імені Р.О. Кириченко по вулиці Соборності, 35.

## Опис
Міні скульптура виконана з бронзи та являє собою  фігуру Григорія Сковороди, який йде босоніж, тримаючи у правій руці посох, у лівій – книгу.  

## Автори скульптури
Автори скульптури – архітектор Сергій Чечельницький та художник Катіб Мамедов.